# Кнехты (морской термин)

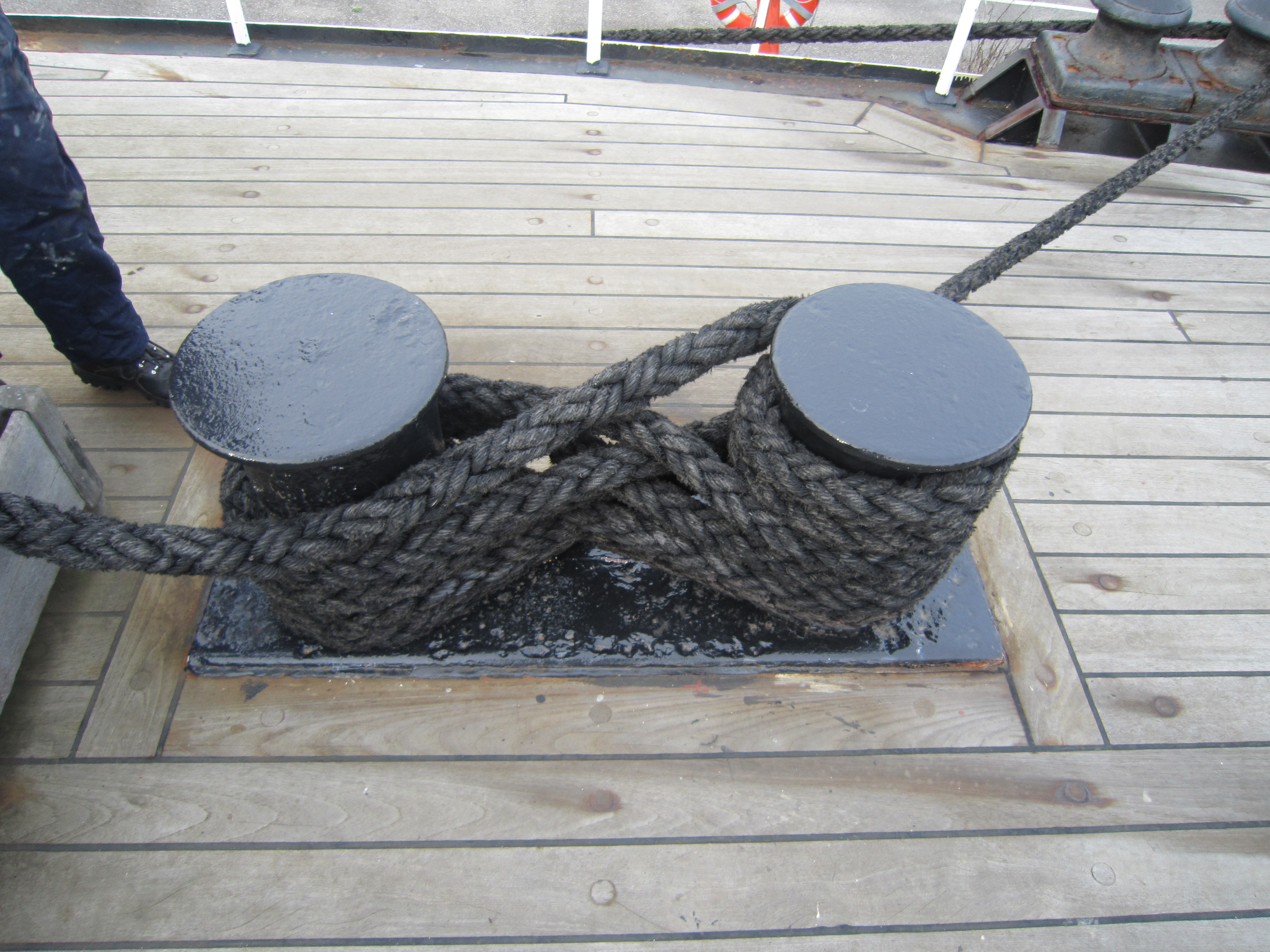
кнехт на палубе военного корабля (парохода) времён Первой мировой войны

Кнехт (от нидерл. knecht — «колышек, крючок в такелаже», устар. кнек, кне́ка) — парная тумба с общим основанием на палубе судна, служащая для крепления тросов (швартовов).
На парусниках устанавливали и деревянные тумбы, но на металлических судах кнехты парные круглые металлические тумбы, отлитые вместе с основанием, прочно прикреплённой к палубе плитой. Металлические кнехты обычно пустотелые, стальные или чугунные, редко медные. Частью конструкции кнехтов являются шляпки и приливы, препятствующие соскальзыванию троса вверх. По конструкции различают прямые кнехты и крестовые кнехты, имеющие горизонтальную жёсткую связь между тумбами.
На палубе кнехты устанавливают вблизи клюзов в носовой, кормовой частях и вдоль бортов судна. Кнехты служат для закрепления накладываемых «восьмёрками» тросов при швартовке (швартовый кнехт) или буксировании (буксирный кнехт), а исторически к ним крепили и якорные тросы. На парусных судах кнехты снабжали шкивами для натяжения и крепления некоторых снастей «бегучего» такелажа.
«Кнехтами» также называют тумбы-приколы на причале, пристани.

## Способ использования
- На российском флоте на прямой кнехт просто накладывают 6 «восьмёрок» троса, на крестовом кнехте делают шлаг, а после накладывают «восьмёрки»[3]
- На британском флоте на кнехт сначала накладывают пару шлагов троса, а затем — «восьмёрки». Это позволяет избежать рывка при отшвартовке, и контролировать отдачу швартового конца

## Галерея

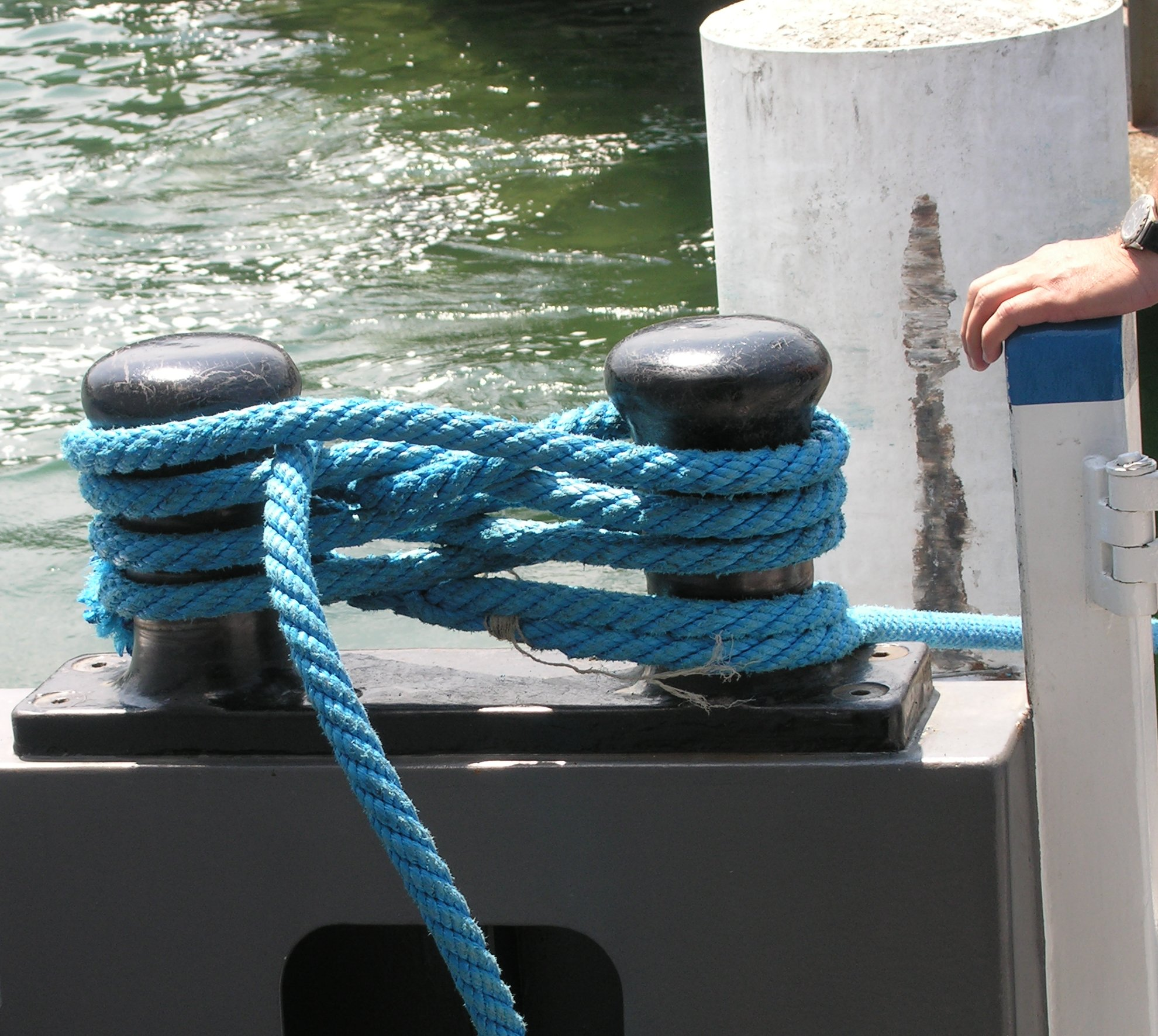
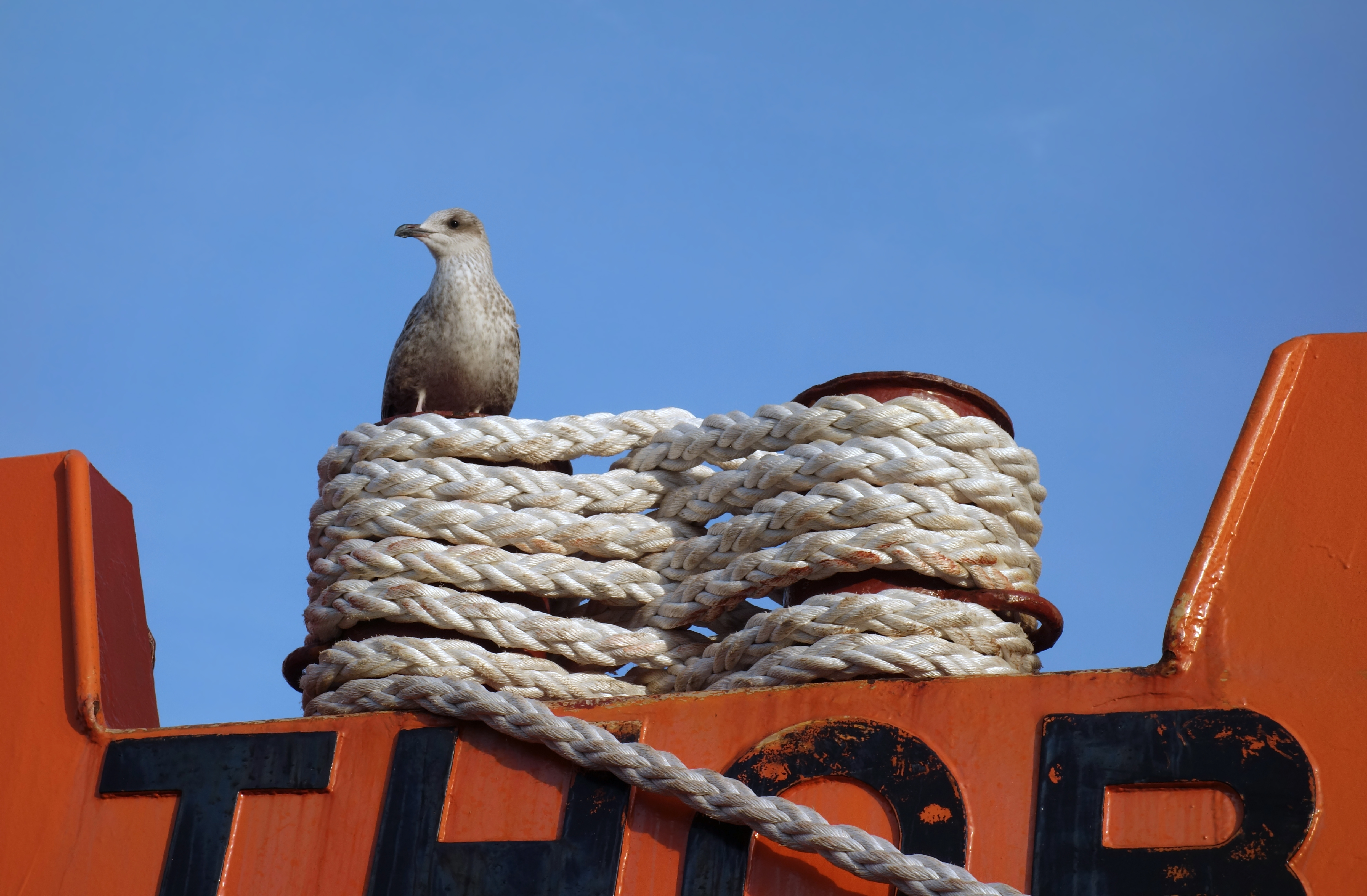
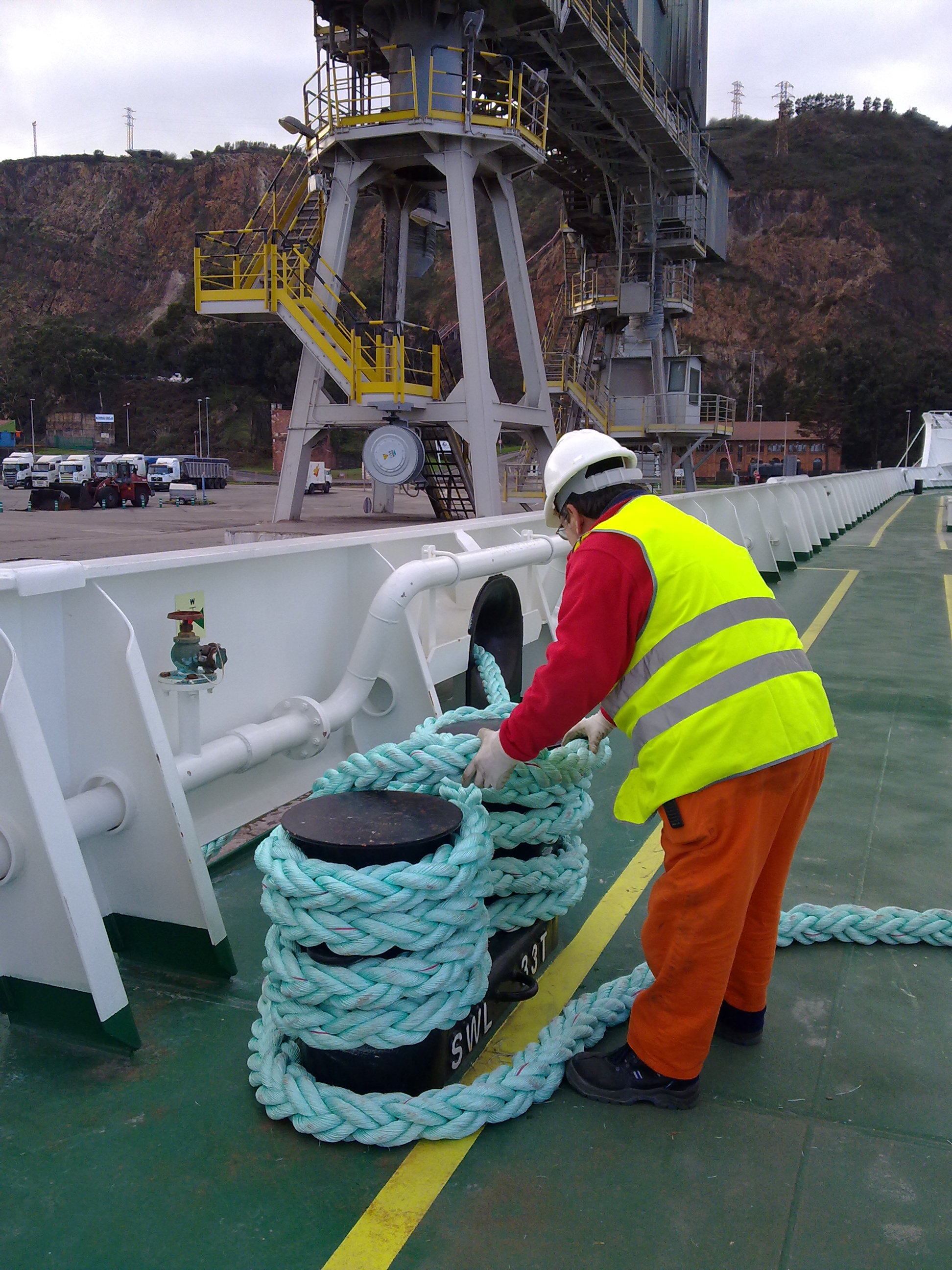